# GNG12
GNG12 (англ. G protein subunit gamma 12) – білок, який кодується однойменним геном, розташованим у людей на короткому плечі 1-ї хромосоми.  Довжина поліпептидного ланцюга білка становить 72 амінокислот, а молекулярна маса — 8 006.
| 10         |  | 20         |  | 30         |  | 40         |  | 50         |
| ---------- |  | ---------- |  | ---------- |  | ---------- |  | ---------- |
| MSSKTASTNN |  | IAQARRTVQQ |  | LRLEASIERI |  | KVSKASADLM |  | SYCEEHARSD |
| PLLIGIPTSE |  | NPFKDKKTCI |  | IL         |  |            |  |            |

A: Аланін

C: Цистеїн

D: Аспарагінова кислота

E: Глутамінова кислота

F: Фенілаланін

G: Гліцин

H: Гістидин

I: Ізолейцин

K: Лізин

L: Лейцин

M: Метіонін

N: Аспарагін

P: Пролін

Q: Глутамін

R: Аргінін

S: Серин

T: Треонін

V: Валін

Кодований геном білок за функціями належить до білків внутрішньоклітинного сигналінгу, фосфопротеїнів. 
Задіяний у такому біологічному процесі як ацетиляція. 
Локалізований у клітинній мембрані, мембрані.